# Raffaello
Раффаелло (з італ. Raffaello — Рафаель) — марка кулеподібних цукерок, вкритих кокосовою стружкою, із кремом та цілим мигдалевим горіхом усередині. Випускаються з 1990 року італійською компанією Ferrero.

## Склад
Жири рослинні, сушена кокосова стружка 23,5 %, цукор, мигдаль 8,4 %, молоко сухе знежирене, сироватка суха молочна, борошно пшеничне, ароматизатори, емульгатор: лецитини (сої), розпушувач: гідрокарбонат натрію, сіль.

Поживна цінність (100 гр.)

Поживна (харчова) цінність на 100 г продукту: 

- білки — 7,5 г,
- вуглеводи — 38,3 г,
- жири — 48,6 г

Енергетична цінність (калорійність) на 100 г продукту: 2630 кДж / 628 ккал.

Упаковки

Відмінна риса фірмових упаковок цукерок Raffaello — дизайн, виконаний в білосніжно-червоних кольорах.

Характеристика

Зберігати за температури +20 ºС ± 2 ºС і відносної вологості повітря не більше 65 %.